# Луїс Скола
Луїс Скола (ісп. Luis Scola, 30 квітня 1980) — аргентинський баскетболіст.
Учасник Олімпійських Ігор 2004, 2008, 2012, 2016, 2020 років.
Олімпійський чемпіон 2004 року.
Бронзовий призер Олімпійських ігор 2008 року.
Переможець Панамериканських ігор 2019 року.
Чемпіон Америки 2001, 2011 років, срібний призер 2003, 2007, 2015, 2017 років, бронзовий призер 1999, 2009, 2013 років.
Переможець FIBA Diamond Ball 2008 року, бронзовий призер 2004 року.
Срібний призер Чемпіонату світу 2002 року.
Срібний призер Чемпіонату світу 2019 року.